# Posoltega
Posoltega è un comune del Nicaragua facente parte del dipartimento di Chinandega.